# پسافناوری
پسافناوری یا پست تکنولوژی نوعی فناوری است که بیشتر از فناوری مربوط باشد به انسان مربوط است. این برنامه از طرحی حمایت می‌کند که صرفاً بر افزایش بهره‌وری و بهره‌برداری از کاربران با افزایش زمان صرف شده در دستگاه‌های دیجیتالی و فناوری خود بنیان نشده‌است بلکه برای حمایت از تمرکز کاربر و رفاه و استقلال او هنگام استفاده از فناوری حمایت می‌کند. این فضا همچنین می‌تواند مانند آنچه میشل فوکو دگرفضا می‌نامد، ایجاد گردد.